# Riciclaggio dei materiali edili
Il riciclaggio di materiali edili (o riciclo dei materiali edili) è l'insieme di strategie volte a recuperare materiali provenienti da attività di costruzione e demolizione e reimpiegarli nel settore delle costruzioni evitando di smaltirli in altro modo.
È stata per millenni una pratica corrente prima dell'avvento del cemento.

## Classificazione
Il riciclo può essere distinto in riciclo primario, secondario e terziario in funzione del processo subito e delle caratteristiche del prodotto finale:
- Il riciclo primario, o "riuso", consiste nel riutilizzo direttamente in cantiere degli scarti di lavorazione: in tal modo viene ridotta la quantità di rifiuti prodotti. Tale prassi, in linea con le normative più recenti in materia ambientale, è la meno dispendiosa dal punto di vista economico e quella a minor impatto ambientale.
- Il riciclo secondario implica un trattamento meccanico del rifiuto e generalmente un calo di qualità del prodotto rispetto all'originale, processo che implicherà un uso probabile diverso.
- Il riciclo terziario avviene per via chimica: esso produce un materiale praticamente equivalente al materiale di partenza.

## Vantaggi
Il riciclaggio dei materiali provenienti da attività di costruzione e demolizione si configura come ovvia soluzione al problema dello smaltimento e presenta vantaggi economici per una molteplicità di fattori:
- per il produttore è uno strumento di smaltimento con costi limitati;
- per il proprietario dell'impianto il materiale riciclato ha un valore commerciale;
- per l'acquirente tale materiale ha prestazioni paragonabili ai materiali tradizionali dai quali è stato generato ed ha prezzo molto inferiore;
- per la collettività il riciclo di materiali da costruzione garantisce una maggiore tutela delle risorse non rinnovabili dell'ambiente.
- per la prima volta si dà un valore effettivo al rifiuto.

## Normativa

### In Italia
La promozione della pratica del riciclaggio di rifiuti edili è parte di una politica edilizia che, negli ultimi decenni, è stata indirizzata verso il recupero delle aree e degli edifici dismessi. In secondo luogo è cresciuta una sensibilizzazione a livello italiano ed europeo al rischio idrogeologico, per cui abbiamo assistito ad una politica ambientale orientata alla limitazione del consumo delle risorse naturali (e quindi delle cave ampiamente utilizzate per il confezionamento di calcestruzzo) ed all'acquisizione di consapevolezza da parte dei soggetti decisori e tecnici dell'uso responsabile delle risorse del territorio e della necessità di limitare la pratica delle discariche.
La legislazione italiana in materia di rifiuti, antecedente al 1997, era stata formulata per lo più per arginare situazioni di emergenza ambientale. Il Decreto Ronchi del 1997 (D.L. 5/02/97 abrogato dall'art. 264, c. 1, lett. i del d.Lgs n. 152 del 3 aprile 2006 che ne ricalca le linee), offre per la prima volta un quadro organico sulla normativa di questo settore, prevedendo precisi obblighi di indirizzo, di pianificazione e di attuazione della politica di gestione dei rifiuti.
Con il Decreto Ronchi, che si muove in linea con le direttive dell'Unione europea, le ditte operatrici nel settore della demolizione sono obbligate a compilare formulari di identificazione dei rifiuti. Lo scopo è quello di prevenire e ridurre la produzione dei rifiuti, valorizzare gli scarti attraverso il recupero, diminuire la quantità dei rifiuti smaltiti in discarica ed incrementare la raccolta differenziata per garantire l'alta qualità del recupero.
Questi fondamentali obiettivi si traducono nel campo delle costruzioni nell'ottimizzazione di alcune fasi del processo edilizio, ad esempio nelle fasi di progettazione, realizzazione e gestione di un green building.
Tali fasi sono:
- fase di progetto – in vista dell'intero ciclo di vita del prodotto edilizio;
- fase di demolizione – come stadio iniziale del processo di recupero;
- fase della raccolta differenziata – per valorizzare il prodotto finale.

Dopo il decreto Ronchi è fondamentale citare il nuovo codice CER/2002 che classifica i rifiuti delle operazioni di costruzione e demolizione tramite codici che servono da riferimento per la compilazione del MUD, che a sua volta rappresenta un'ottima banca dati per la riorganizzazione del Catasto dei Rifiuti e dell'Osservatorio nazionale sui rifiuti.

## Fasi del processo
Il processo di riciclo dei materiali edili si articola in quattro grandi fasi:
1. la formazione del rifiuto di cantiere;
2. la raccolta dei prodotti dismessi;
3. il trattamento dei rifiuti;
4. la ricollocazione nel mercato dei prodotti provenienti dagli impianti di riciclaggio.

Perché l'attività di riciclo sia conveniente è necessario garantire che:
- esista una buona fonte di approvvigionamento di materiale;
- risulti positivo il bilancio energetico del processo;
- esista un mercato in cui collocare il materiale riciclato;
- l'operazione sia economicamente sostenibile.

### Formazione del rifiuto in cantiere edile
In una politica di contenimento energetico e tutela dell'ambiente la riduzione dei rifiuti prodotti prima della loro gestione diventa una priorità da rispettare.

#### Situazione italiana
Nel 1991 su commissione del Ministero dell'Ambiente l'Ente Castalia ha stimato che sul totale della produzione annuale degli scarti attribuiti all'attività edilizia (includendo il materiale proveniente dagli scavi, dalle demolizioni associate al recupero edilizio e dalle attività di manutenzione ordinaria) il 92% proviene da microdemolizione e non da grandi opere, come saremmo portati a pensare.
Le problematiche legate alla formazione del rifiuto in cantiere risultano derivanti dalla leggerezza con cui si affrontano i piccoli interventi di ristrutturazione ed anche dalla mancanza di specificità professionale delle ditte che demoliscono; non esistono infatti ancora veri e propri progettisti della demolizione, né un tariffario professionale per questa prestazione.
In alcuni stati esteri come la Danimarca e i Paesi Bassi è già presente il “permesso di demolizione” che fornisce una precisa quantificazione delle parti demolite in fase di progettazione (e non a demolizione avvenuta); in tal modo non viene lasciato spazio ad “improvvisazioni”.

### Demolizione
La fase di riciclaggio dei materiali in edilizia ha inizio con la demolizione totale o parziale di un manufatto e mira a generare le cosiddette materie prime seconde (MPS).
La valorizzazione dei rifiuti derivanti da demolizione è strettamente connessa al metodo con cui questa fase è stata organizzata, nonché dalla qualità dei prodotti stessi.
La pratica di demolizione deve infatti far sì che il materiale indirizzato alla fase di riciclaggio sia il più possibile omogeneo, per questo è da prediligere la demolizione selettiva alla demolizione non selettiva (tradizionale).
Strategicamente i due tipi di demolizione sono assai differenti; mentre la demolizione non selettiva può essere considerata un'unica fase, quella selettiva è strutturata in molteplici fasi operative e necessita di una progettazione accurata degli spazi di cantiere, della programmazione dei tempi di lavoro, del coordinamento dei macchinari, degli uomini e delle operazioni e di un alto livello di specializzazione.
Al fine di incrementare la qualità dei rifiuti da demolizione sarebbe necessaria una pianificazione della fase di demolizione, per isolare le componenti riusabili dell'organismo ed eventualmente prevedere un processo di nobilitazione, ovvero un processo di pulitura, manutenzione ed eventuale adattamento. Vi sono anche parti provenienti da demolizione selettiva (ad esempio i coppi o i mattoni fatti a mano) che non necessitano di trattamento alcuno per poter essere rivenduti e reimpiegati, spesso in costruzioni di tipo rustico.
Quei rifiuti che non possono essere riusati possono però essere riciclati e la pratica di demolizione selettiva permette di recuperare la quasi totalità dei rifiuti da demolizione, ad eccezione degli elementi edilizi contenenti amianto o sostanze pericolose.
Le difficoltà organizzative in questa fase si presentano soprattutto nella raccolta di prodotti complessi plurimateriale; in questo caso devono necessariamente essere coinvolti soggetti appartenenti a settori produttivi diversi, quali:
- i produttori dei beni avviati al riciclo, che posseggono il know-how sulle modalità con cui è stato realizzato l'assemblaggio di materiali e componenti;
- gli operatori specializzati nel disassemblaggio;
- i produttori dei materiali riciclati.

La scelta delle tecniche di demolizione deve essere valutata caso per caso, in funzione di una serie di fattori quali la localizzazione del cantiere, la destinazione funzionale (residenza, sociale, di scambio, ecc), quanto è antico il manufatto su cui si interviene, i materiali costruttivi impiegati (mono, bi o plurimateriale), la tipologia costruttiva, le dimensioni dell'intervento l'organizzazione del cantiere, ecc.

### Riciclo primario
Vi sono varie componenti del sistema edilizio che possono essere reimpiegate così come sono; in tal caso si parla di riciclo primario o riuso. Tali materiali possono essere:
- Coppi – vengono puliti e rivenduti, di solito impiegati in costruzioni di tipo rustico;
- Mattoni fatti a mano – vengono accuratamente ripuliti ed impiegati in pavimentazioni per interni ed esterni;
- Travi di legno – vengono rivendute e riutilizzate solitamente nella costruzione di camini o tavernette.

Il riuso è generalmente da prediligere al riciclo, in quanto tecnica poco dispendiosa dal punto di vista energetico ed economico.

### Riciclo secondario
L'attività di riciclaggio dei materiali del cantiere è assai complessa a causa della numerosità degli scarti prodotti. I rifiuti da costruzione e demolizione sono infatti composti da parti molto diverse tra loro come carta, vetro, plastica, legno, ferro, inerti, ceramiche, calcestruzzo e materiale lapideo, e talvolta contengono rifiuti classificati dalla normativa come pericolosi, quali l'amianto.
Il vetro riciclato viene solitamente reimpiegato come materiale drenante, con la cellulosa della carta si possono ottenere pannelli isolanti, con la plastica una serie di elementi di completamento quali recinzioni, moquette e relativo sottofondo.
Con gli inerti riciclati si impastano nuove malte con il vantaggio di una forte attività pozzolanica.
Gli aggregati provenienti da macerie in Italia non possono essere utilizzati per scopi strutturali, generalmente essi vengono impiegati in riempimenti ed in sottofondi stradali.

#### Strutture murarie tradizionali
Le murature portanti sono una parte dell'organismo edilizio che ben si adatta all'essere riciclata. Cosa e come riciclare è tuttavia strettamente connesso alle caratteristiche della muratura come la tecnica di assemblaggio, le dimensioni degli elementi, le tipologie di materiali impiegati, ecc.
Generalmente le murature che vengono riciclate sono quelle a partire dal periodo medioevale che presentano caratteristiche diverse rispetto alle rinascimentali o a quelle di epoche successive.
Claudio Grimellini in riciclare in architettura elabora un "abaco della riciclabilità" relativo alle strutture murarie tradizionali, in cui le possibilità del riuso dell'oggetto sono funzione di un attento studio sull'organismo edilizio, che viene scomposto in sottoclassi:
- classi di unità tecnologiche (es. struttura portante)
- unità tecnologiche (es. struttura di fondazione)
- classi di elementi tecnici (es. fondazione diretta)
- elementi tecnici (es. a muro continuo)
- tipologia costruttiva (es. muratura a sacco)
- materiale (es. tufo giallo e malta)
- dimensioni (es. 150x150)

Tale articolazione ha la funzione di fornire, prima della demolizione, le quantità che questa fase di fine vita produrrà, ed avendo già un'analisi di tipo materico e dimensionale sarà già possibile progettare il riuso degli elementi.

#### Materiali plastici (polimeri)
Dato il forte incremento nell'utilizzo di materie plastiche in edilizia, un ruolo chiave assumono le tecniche di riciclaggio dei polimeri.
I materiali plastici hanno un ciclo di vita di lunga durata e costituiscono così una forte minaccia per l'ambiente se non integrati in un processo di riuso o riciclo.
Il riciclo dei polimeri dipende dal loro comportamento termico; i polimeri termoplastici quando vengono riscaldati diventano fluidi tanto da poter essere modellati nella forma del manufatto da utilizzare, mentre quelli termoindurenti sono infusibili ed insolubili, da ciò derivano le tecnologie del loro riciclo infatti i termoplastici vengono rifusi mentre i termoindurenti possono essere frammentati tramite macinazione ed essere utilizzati come riempimenti.
I polimeri sono una classe di materiale di grande interesse tecnologico grazie ai loro costi relativamente bassi ed alla vasta gamma di proprietà che hanno; ogni anno in Europa nel campo delle costruzioni si utilizzano più di 5 milioni di tonnellate di materiali plastici e si stima che le loro applicazioni siano in crescita.
La metà dei materiali plastici utilizzati dall'industria delle costruzioni è rappresentata dai polivinilcloruri (PVC), a cui fanno seguito il polistirene (PS) ed il polietilene (PE).
Nell'industria produttiva dei polimeri è pratica largamente diffusa il riciclo degli scarti di lavorazione, non altrettanto si può dire del riciclo delle plastiche post consumo che presentano difficoltà dovute alla contaminazione da materiali estranei.
Lo smaltimento dei rifiuti plastici tramite incenerimento è la tecnica più semplice ed economicamente vantaggiosa, ma sono enormi le problematiche associate alle emissioni nocive nell'atmosfera.
Il riciclo è sicuramente la soluzione più orientata al rispetto delle risorse naturali.

#### Riciclo del calcestruzzo
Il materiale che più abbonda nei rifiuti proveniente da demolizione è ovviamente il calcestruzzo, che rappresenta uno scarto di scarso valore economico con peso specifico altissimo. Ciò comporta la necessità di un'attenta valutazione economica del suo riciclo; per far sì che l'operazione risulti vantaggiosa sarà infatti necessario che il centro di trattamento si trovi nelle vicinanze del cantiere che lo produce (meglio se nel cantiere stesso, come nel caso degli impianti mobili) e che le operazioni di recupero vengano portate avanti seguendo opportune strategie di mercato.
Fondamentale è la suddivisione delle parti ferrose da quelle inerti e la vagliatura del materiale.
Partendo dal presupposto che un calcestruzzo armato impiegato in parti strutturali dell'edificio in Italia non si possa riciclare ottenendo altro calcestruzzo armato con pari prestazioni e funzioni, la prassi più consolidata è quella del reimpiego del materiale riciclato per materiali a prestazioni minori come i sottofondi, i massetti, asfalto.

### Trattamento di riciclaggio
I rifiuti provenienti da demolizione devono essere trattati in appositi impianti secondo la normativa vigente in materia.
Un impianto delle discariche di recupero è in pratica un frantoio capace di ridurre il materiale originario a frammenti della pezzatura desiderata, con la possibilità di separare i materiali estranei (ferro, plastica, ecc.).
Il trattamento di riciclaggio avviene attraverso impianti fissi o impianti mobili.
La qualità del prodotto riciclato è funzione della scelta dell'impianto (fisso o mobile) e del tipo di demolizione attuata.
Se infatti viene programmata una demolizione selettiva anche l'impianto mobile, di per sé meno capace di riciclare prodotti di buona qualità, ma più economico dell'impianto fisso, darà buoni risultati; è invece da evitare l'uso di impianti mobili nel caso in cui i prodotti destinati al riciclo provengano da una demolizione tradizionale.
Il trattamento di riciclaggio è articolato generalmente nelle seguenti fasi:
- trattamento dei rifiuti tramite separazione dei componenti e preparazione dimensionale, formale e qualitativa;
- Distinzione fra tre frazioni
  1. frazione leggera – avviata in discarica a causa della diseconomia dell'operazione di riciclo;
  2. frazione ferrosa – ha un valore economico riconosciuto sul mercato;
  3. frazione pesante – rappresenta l'80% del totale ed è costituita da macerie di calcestruzzo, macerie di laterizio, macerie di materiali lapidei.
- processi di frantumazione e vagliatura effettuata in impianti fissi di trattamento o mobili.

Tra i più diffusi impianti fissi di riciclaggio in Italia vi sono gli impianti basati sulla tecnologia R.O.S.E. acronimo di Recupero Omogeneizzato Scarti Edilizi.

### Ricollocazione nel mercato dei prodotti riciclati
I rifiuti che in edilizia vengono riciclati con più frequenza sono classificati come rifiuti speciali non pericolosi di natura inerte e si collocano su due differenti mercati:
1. quello dei rifiuti da demolizione;
2. quello della commercializzazione del prodotto riciclato.

Il prezzo del prodotto riciclato dovrà essere necessariamente inferiore a quello del corrispondente nuovo per assicurare un incentivo all'acquisto di questo tipo di materiale verso il quale ancora vi sono atteggiamenti di diffidenza da parte dei costruttori e dei progettisti.
L'ostacolo maggiore all'adozione dei materiali a contenuto riciclato è costituito dalla mancanza di regolamentazione sulle caratteristiche delle loro prestazioni; di fatto tale problema è spesso imputabile alla mancanza di uniformità delle proprietà di tali materiali, quando essi siano elaborati a partire da materie “prime” (ovvero rifiuti) di per sé eterogenee.
L'impiego di materie prime seconde è comunque previsto solo in applicazioni che implicano una “caduta prestazionale” rispetto alla funzione originaria, in una logica di riciclo a “cascata”.
Per valutare la convenienza economica dell'installazione di un impianto fisso su territorio sarà necessaria la valutazione di vari fattori, quali:
- la localizzazione dell'impianto da preferire nei pressi dei centri urbani o delle grandi arterie di comunicazione in modo tale che i costi di trasporto non siano troppo elevati;
- la presenza di altri impianti di smaltimento vicini (la concorrenza);
- le condizioni di mercato relative ai due mercati prima citati;
- le attività previste di costruzione e demolizione del bacino di utenza.

Se l'impianto fisso è capace di garantire un alto livello di trattamento dei rifiuti da costruzione e demolizione, esso rimane comunque una soluzione a cui normalmente ricorrono i grandi cantieri, mentre non si può dire lo stesso dei piccoli (che in Italia producono il 92% del totale dei rifiuti).
L'impianto mobile risulta una soluzione di più semplice adozione, più vicina alle necessità del cantiere, che elimina i costi di trasporto e fa sì che un materiale proveniente da demolizione non diventi mai di fatto un rifiuto (con le sue implicazioni di tassazione) non valicando mai il confine del cantiere, ma venga direttamente trasformato in materia prima.